# 普济镇 (旺苍县)
普济镇，是中华人民共和国四川省广元市旺苍县下辖的一个乡镇级行政单位。

## 行政区划
普济镇下辖以下地区：
普子岭社区、横石村、黄岭村、大营村、磨岩村、龙江村、清江村、尖山村、九江村、龙池村、中江村、大池村、观音村、板岭村、洪江村、龙台村、前卫村、宝鼎村、西江村、炉溪村、远景村、庙垭村、五星村、红岭村和秀海村。